# Haworsja

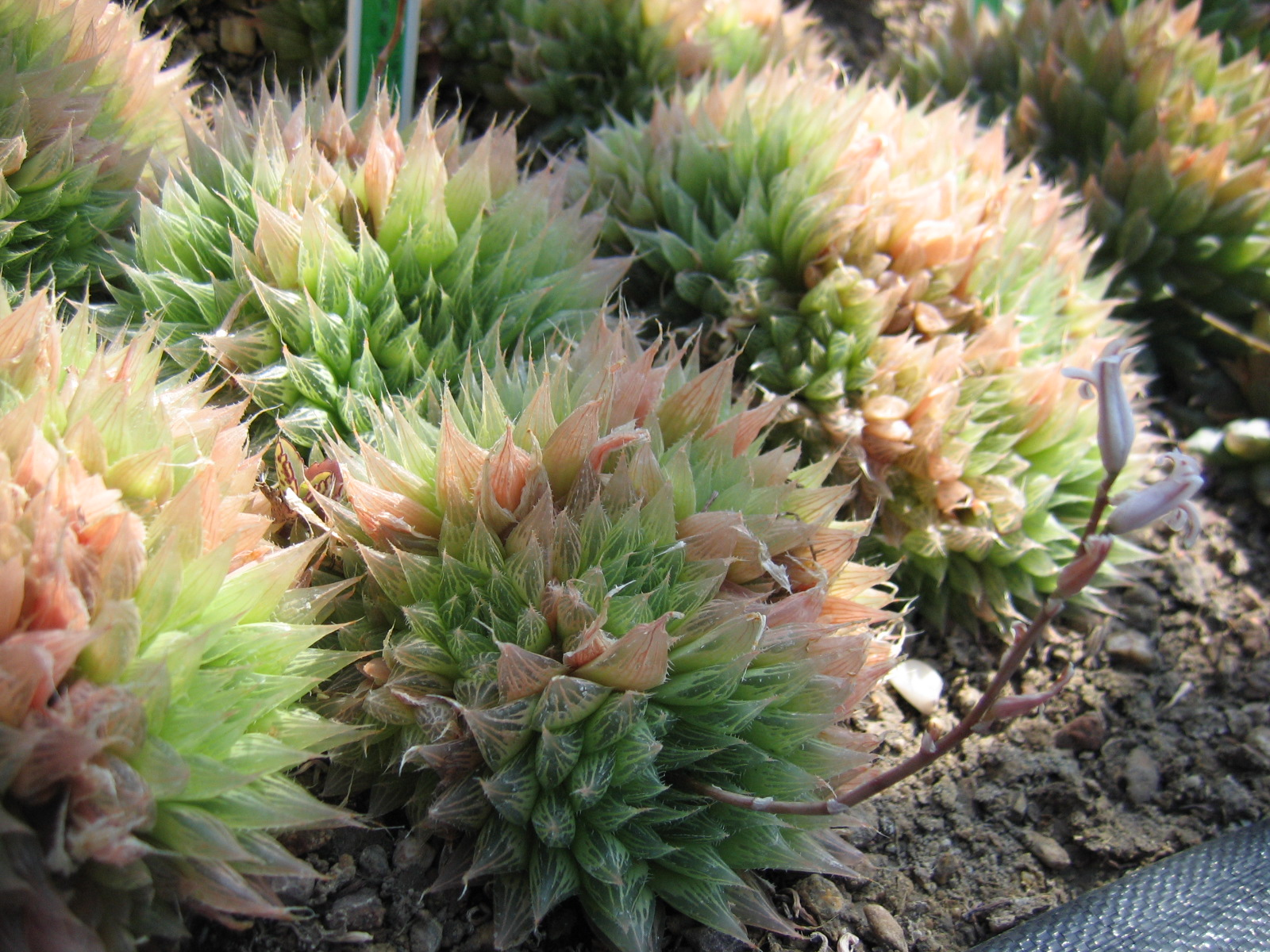
Haworthia cooperi var. pilifera

Haworsja, haworcja (Haworthia Duval) – rodzaj roślin okrytonasiennych z rodziny złotogłowowatych pochodzący z Południowej Afryki. Do rodzaju zalicza się ponad 160 gatunków. Rośliny wyróżniają się rozetami liści pokrytymi z wierzchu i od spodu pasmami białych brodawek oraz orzęsionymi i ząbkowanymi brzegami. Nazwa pochodzi od botanika Adriana Hardy Hawortha.

## Systematyka
Wykaz gatunków
```

```

- Haworthia agnis  Battista
- Haworthia akaonii  M.Hayashi
- Haworthia albispina  M.Hayashi
- Haworthia amethysta  M.Hayashi
- Haworthia angustifolia  Haw.
- Haworthia ao-onii  M.Hayashi
- Haworthia aquamarina  M.Hayashi
- Haworthia arabesqua  M.Hayashi
- Haworthia arachnoidea  (L.) Duval
- Haworthia aristata  Haw.

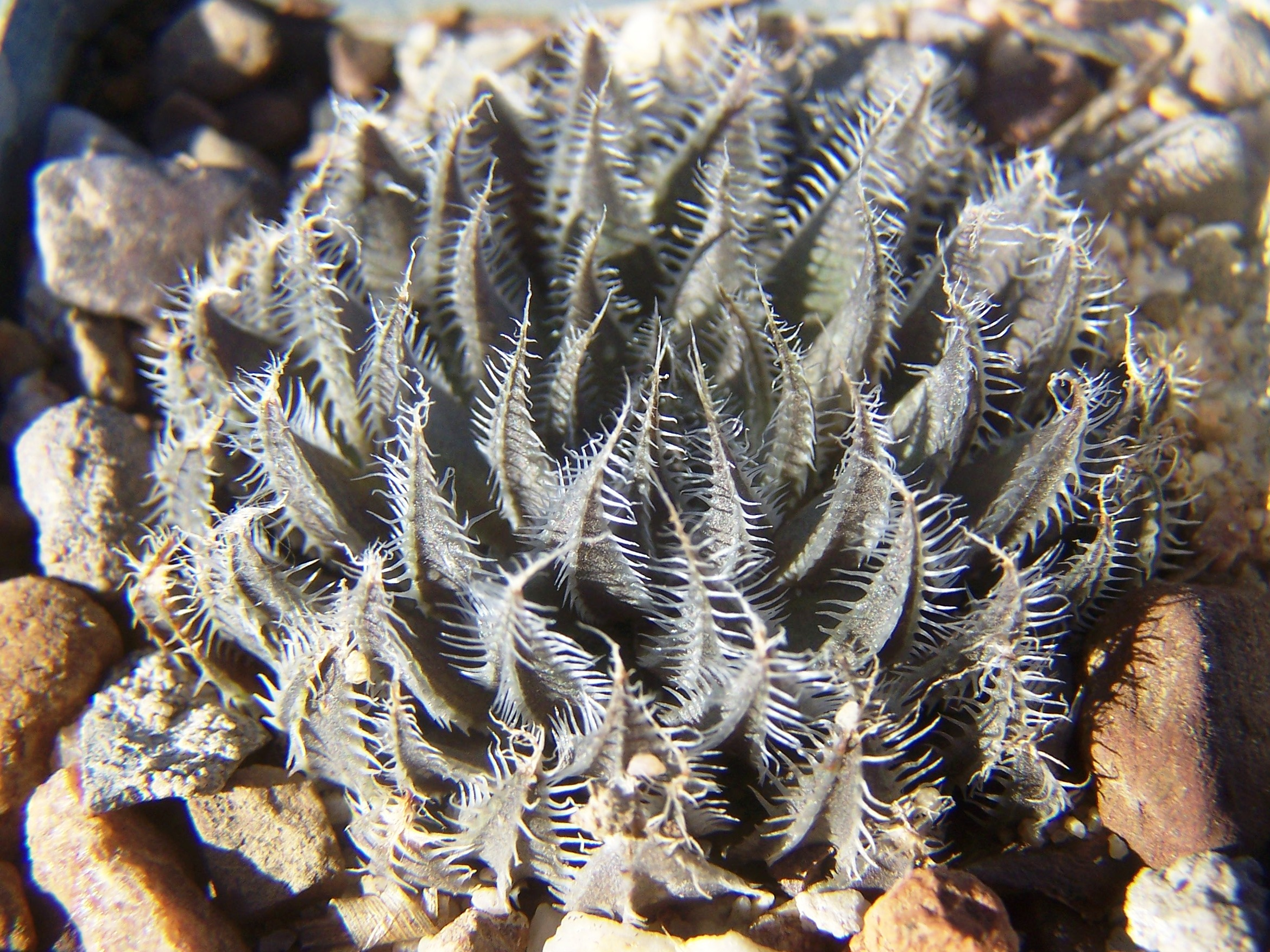
Haworthia arachnoidea

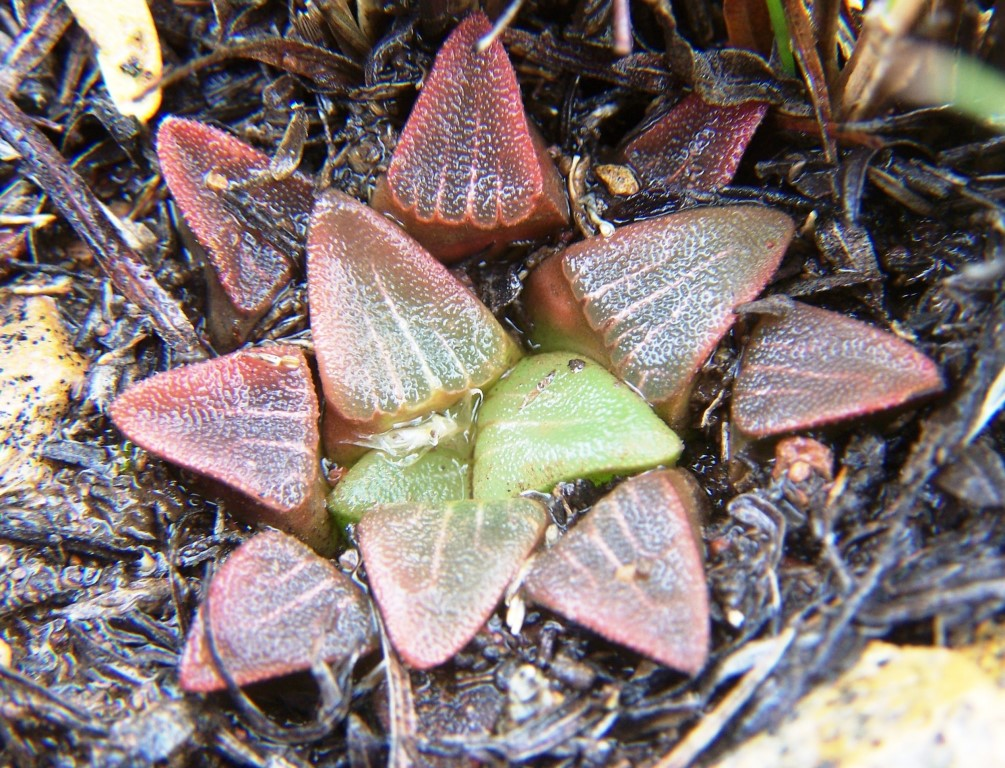
Haworthia bayeri

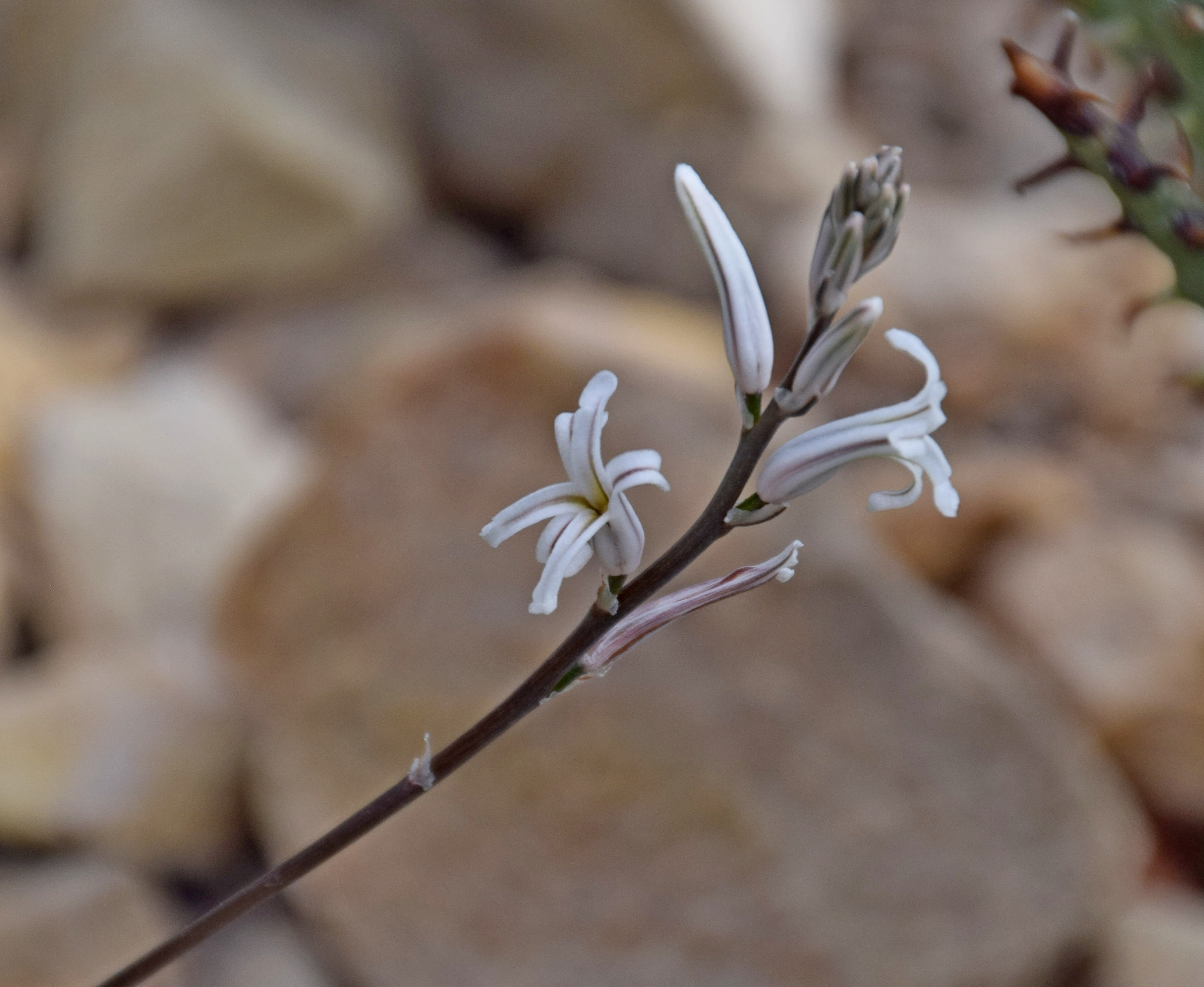
Kwiatostan Haworthia marumiana

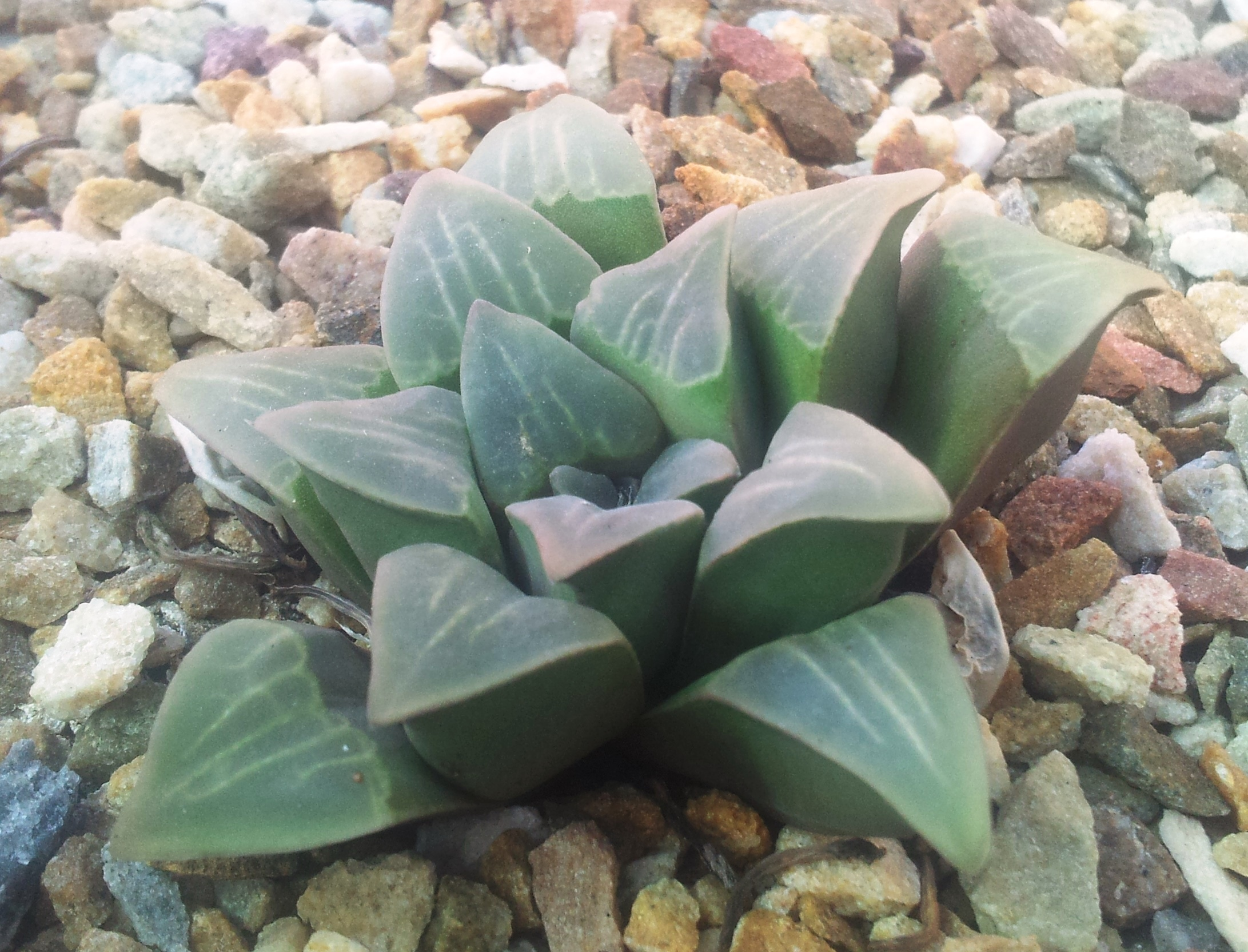
Haworthia mutica

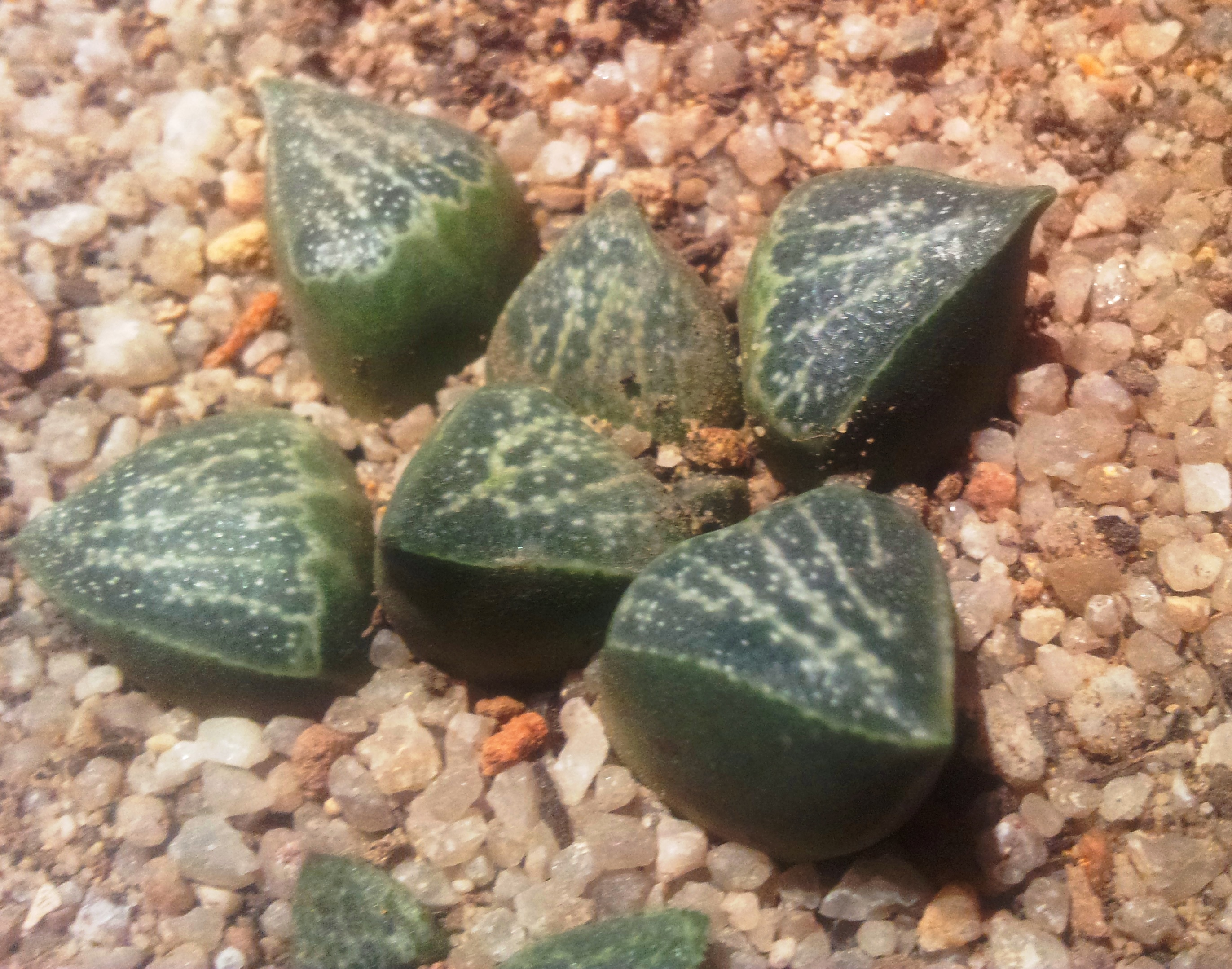
H. pygmaea var. argenteomaculosa

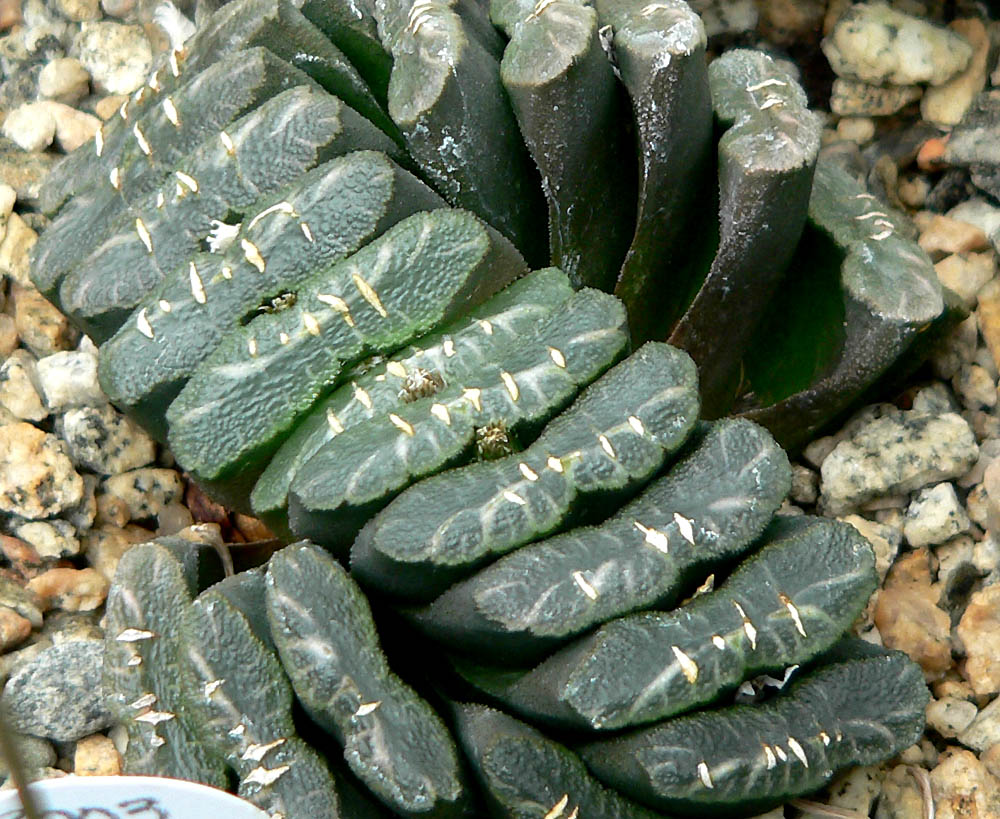
Haworthia truncata

- Haworthia attenuata  (Haw.) Haw. – haworsja wąskolistna[5]
- Haworthia azurea  M.Hayashi
- Haworthia baker  Fc.
- Haworthia batesiana  Uitew.
- Haworthia bathylis  M.Hayashi
- Haworthia bayeri  J.D.Venter & S.A.Hammer
- Haworthia bella  M.Hayashi
- Haworthia bicarinata  Parr
- Haworthia blackburniae  W.F.Barker
- Haworthia bolusii  Baker
- Haworthia borealis  M.Hayashi
- Haworthia breueri  M.Hayashi
- Haworthia bronkhorstii  M.Hayashi
- Haworthia bruynsii  M.B.Bayer
- Haworthia caerulea  M.Hayashi & Breuer
- Haworthia caesia  M.Hayashi
- Haworthia calaensis  Breuer
- Haworthia calva  M.Hayashi
- Haworthia candida  M.Hayashi
- Haworthia capillaris  M.Hayashi
- Haworthia chloracantha  Haw.
- Haworthia coarctata  Haw.
- Haworthia compacta  (Triebner) Breuer
- Haworthia cooperi  Baker
- Haworthia crausii  M.Hayashi
- Haworthia crinita  M.Hayashi
- Haworthia crystallina  M.Hayashi
- Haworthia cummingii  Breuer & M.Hayashi
- Haworthia cymbiformis  (Haw.) Duval – haworsja łódkowata[5]
- Haworthia davidii  (Breuer) M.Hayashi & Breuer
- Haworthia decipiens  Poelln.
- Haworthia devriesii  Breuer
- Haworthia diaphana  M.Hayashi
- Haworthia diversicolor  (Triebner & Poelln.) M.Hayashi
- Haworthia elizeae  Breuer
- Haworthia emelyae  Poelln.
- Haworthia emeralda  M.Hayashi
- Haworthia eminens  M.Hayashi
- Haworthia enigma  M.Hayashi
- Haworthia esterhuizenii  M.Hayashi
- Haworthia exilis  M.Hayashi
- Haworthia fasciata  (Willd.) Haw. – haworsja wstęgowata[5]
- Haworthia flavida  M.Hayashi
- Haworthia floccosa  M.Hayashi
- Haworthia florens  M.Hayashi
- Haworthia floribunda  Poelln.
- Haworthia fluffa  M.Hayashi
- Haworthia foliosa  Haw.
- Haworthia fukuyae  M.Hayashi
- Haworthia fusca  Breuer
- Haworthia glabrata  (Salm-Dyck) Baker
- Haworthia glauca  Baker
- Haworthia gracilis  Poelln.
- Haworthia groenewaldii  Breuer
- Haworthia hamata  M.Hayashi
- Haworthia harryi  M.Hayashi
- Haworthia hastata  M.Hayashi
- Haworthia hayashii  M.Hayashi
- Haworthia heidelbergensis  G.G.Sm.
- Haworthia herbacea  (Mill.) Stearn
- Haworthia hisui  M.Hayashi
- Haworthia hybrida  Haw.
- Haworthia indigoa  M.Hayashi
- Haworthia integra  Poelln.
- Haworthia jadea  M.Hayashi
- Haworthia jakubii  Breuer
- Haworthia janseneana  Uitew.
- Haworthia jansenvillensis  Breuer
- Haworthia jeffreis  M.Hayashi
- Haworthia kemari  M.Hayashi
- Haworthia kewensis  Poelln.
- Haworthia kingiana  Poelln.
- Haworthia koelmaniorum  Oberm. & D.S.Hardy
- Haworthia lachnosa  M.Hayashi
- Haworthia laeta  M.Hayashi
- Haworthia lapis  Breuer & M.Hayashi
- Haworthia latericia  M.Hayashi
- Haworthia ligulata  M.Hayashi
- Haworthia limifolia  Marloth
- Haworthia lockwoodii  Archibald
- Haworthia longiana  Poelln.
- Haworthia maculata  (Poelln.) M.B.Bayer
- Haworthia magnifica  Poelln.
- Haworthia maraisii  Poelln.
- Haworthia marginata  (Lam.) Stearn
- Haworthia marmorata  M.Hayashi
- Haworthia marumiana  Uitewaal
- Haworthia marxii  Gildenh.
- Haworthia minor  (Aiton) Duval
- Haworthia mirabilis  (Haw.) Haw.
- Haworthia mollis  M.Hayashi
- Haworthia monticola  Fourc.
- Haworthia mortonii  Breuer
- Haworthia mucronata  Haw.
- Haworthia mutica  Haw.
- Haworthia nigra  (Haw.) Baker
- Haworthia nigrata  M.Hayashi
- Haworthia nortieri  G.G.Sm.
- Haworthia oculata  M.Hayashi
- Haworthia odetteae  Breuer
- Haworthia ohkuwae  M.Hayashi
- Haworthia opalina  M.Hayashi
- Haworthia outeniquensis  M.B.Bayer
- Haworthia pallens  Breuer & M.Hayashi
- Haworthia pallidifolia  (G.G.Sm.) M.Hayashi
- Haworthia parksiana  Poelln.
- Haworthia pectinis  M.Hayashi
- Haworthia pilosa  M.Hayashi
- Haworthia pubescens  M.B.Bayer
- Haworthia pulchella  M.B.Bayer
- Haworthia pumila  (L.) Duval
- Haworthia pungens  M.B.Bayer
- Haworthia pusilla  M.Hayashi
- Haworthia pygmaea  Poelln.
- Haworthia regalis  M.Hayashi
- Haworthia regina  M.Hayashi
- Haworthia reinwardtii  (Salm-Dyck) Haw. – haworsja Reinwardta[5]
- Haworthia reticulata  (Haw.) Haw.
- Haworthia retusa  (L.) Duval
- Haworthia salina  (Poelln.) M.Hayashi
- Haworthia sapphaia  M.Hayashi
- Haworthia scabra  Haw.
- Haworthia schoemanii  M.Hayashi
- Haworthia scottii  Breuer
- Haworthia semiviva  (Poelln.) M.B.Bayer
- Haworthia serrata  M.B.Bayer
- Haworthia sordida  Haw.
- Haworthia sparsa  M.Hayashi
- Haworthia specksii  Breuer
- Haworthia springbokvlakens  is C.L.Scott
- Haworthia subhamata  M.Hayashi
- Haworthia subularis  M.Hayashi
- Haworthia succinea  M.Hayashi
- Haworthia tarkasia  M.Hayashi
- Haworthia ×tauteae Archibald
- Haworthia teres  M.Hayashi
- Haworthia tessellata  Baker – haworsja masońska[5]
- Haworthia tradouwensis  Breuer
- Haworthia tretyrensis  Breuer
- Haworthia tricolor  (Breuer) M.Hayashi
- Haworthia truncata  Schönland
- Haworthia turgida  Haw.
- Haworthia unicolor  Poelln.
- Haworthia variegata  L.Bolus
- Haworthia veltina  M.Hayashi
- Haworthia venetia  M.Hayashi
- Haworthia venosa  (Lam.) Haw.
- Haworthia villosa  M.Hayashi
- Haworthia vincentii  Breuer
- Haworthia violacea  M.Hayashi
- Haworthia viscosa  (L.) Haw.
- Haworthia vlokii  M.B.Bayer
- Haworthia wittebergensis  W.F.Barker
- Haworthia zantneriana  Poelln.
- Haworthia zenigata  M.Hayashi